# 20th Anniversary「(This Is The)Base Ball Bear part.3」2022.11.10 NIPPON BUDOKAN
『20th Anniversary「(This Is The)Base Ball Bear part.3」2022.11.10 NIPPON BUDOKAN』はBase Ball Bearの5枚目のライブ映像作品。

## 解説
- 2022年11月10日に行われたバンド結成20周年を記念した自身3度目となる日本武道館でのライブを全編収録。
- オリコンチャートの2023年7月17日付週間 Blu-rayランキングでは1,687枚を売り上げ16位にランクインした。

## 収録曲
1. 17才
2. DIARY KEY
3. LOVE MATHEMATICS
4. GIRL FRIEND
5. LOVE LETTER FROM HEART BEAT
6. short hair
7. 初恋
8. ポラリス
9. ホワイトワイライト
10. 海へ
11. changes
12. 海になりたい part.3
13. すべては君のせいで
14. 「それって for 誰?」part.1
15. 十字架You and I
16. The Cut
17. Stairway Generation
18. ドラマチック
19. 風来
20. 夕方ジェネレーション
21. ドライブ